# Marco Rapp
Marco Rapp (* 5. Juni 1991 in Nürnberg) ist ein ehemaliger deutscher Fußballspieler.

## Karriere
Rapp wechselte in der Jugend im Sommer 2008 vom 1. FC Nürnberg zur SpVgg Greuther Fürth. In der Saison 2009/10 lief er bereits als A-Jugendlicher erstmals für die zweite Mannschaft der Fürther in der Regionalliga Süd auf. Nach dem Ende dieser Saison wechselte Rapp zur zweiten Mannschaft des VfB Stuttgart.
Sein Profidebüt gab Rapp am 30. Oktober 2010 am 14. Spieltag der Saison 2010/11 für den VfB II in der 3. Profi-Liga gegen den SSV Jahn Regensburg. Nach insgesamt 16 Profieinsätzen für die zweite Mannschaft der Stuttgarter wurde sein auslaufender Vertrag beim VfB am Ende der Saison 2012/13 nicht verlängert. Darauf kehrte er zur SpVgg Greuther Fürth II zurück. Dort avancierte er zum Kapitän der U-23 und debütierte für die erste Mannschaft der Fürther am 11. April 2015, dem 28. Spieltag der Saison 2014/15, beim 1:1-Unentschieden gegen den FSV Frankfurt. Sein erstes Zweitligator erzielte er zwei Wochen später am 30. Spieltag bei der 1:2-Auswärtsniederlage gegen den Karlsruher SC.
Zur Saison 2015/16 wechselte Rapp wieder in die 3. Liga zum Chemnitzer FC. Bei dem Drittligisten unterschrieb er einen Zweijahresvertrag. Bereits in der Winterpause 2015/16 verließ Rapp den Verein und wechselte zu den Kickers Offenbach in die Regionalliga Südwest. Im August 2018 gaben die Kickers Offenbach bekannt, den Vertrag mit Marco Rapp auflösen zu wollen. Mit sofortiger Wirkung wechselte Rapp daraufhin zur Spielvereinigung Oberfranken Bayreuth in die Regionalliga Bayern. Hier blieb Rapp bis 2019.
Im Sommer 2019 zog sich Marco Rapp beim 1:1 gegen Illertissen einen Kreuzbandriss zu und beendete infolgedessen seine aktive Karriere als Fußballer.